# هارون ووكر
هارون ووكر (بالإنجليزية: Aaron Walker) هو لاعب كرة قاعدة أمريكي، ولد في 14 مارس 1980 في تيتوسفيل في الولايات المتحدة.

## وصلات خارجية
- هارون ووكر على موقع مرجع كرة القدم المحترفة.كوم (الإنجليزية)